# Будинок Чернігівського повітового духовного училища
Будинок Чернігівського повітового духовного училища — пам'ятка архітектури місцевого значення у Чернігові. Нині тут розміщується приватна школа.

## Історія
Рішенням виконкому Чернігівської обласної ради народних депутатів від 19.02.1985 № 75 надано статус «пам'ятника архітектури місцевого значення» з охоронним № 15-Чг — як «Духовне училище».
Будівля має власну «територію пам'ятника» та розташована у «комплексній охоронній зоні пам'яток історичного центру міста», згідно з правилами забудови та використання території. На будівлі не встановлено інформаційну дошку.

## Опис
Чернігівське повітове духовне училища — середній навчальний заклад — було відкрито 1817 року. На трьох відділеннях (нижньому, середньому та вищому) у 1870 році навчалося понад 300 осіб. До 1871 року духовне училище було розташоване в одному приміщенні з Чернігівською духовною семінарією. 1872 року училищу було виділено один із трьох будинків семінарії, що призвело згодом до будівництва нової будівлі.
1876 року в присутності губернатора Михайла Дарагана та єпископа Серапіона (Маєвського) було закладено нову будівлю для училища у західній частині двору Єлецького Успенського монастиря біля кургану Чорна могила. Архітектор — Дмитро Савицький. Початковий проект реалізовувався купцем Фрумкіним і передбачав П-подібний у плані будинок, але на повну реалізацію не вистачало коштів. Будівля була завершена та освячена в 1879 року. У період 1900—1902 роки до будівлі були прибудовані дві бічні секції, повернуті у бік тилового фасаду. Освячена будівля була у присутності губернатора Євгена Андрієвського та єпископа Антонія (Соколова).
Головний фасад будинку повернутий на схід до вулиці та монастиря. Двоповерховий будинок на цоколі, симетричний, П-подібний у плані. Архітектура будинку відображає один із характерних напрямків у кам'яній забудові Чернігова кінця ХІХ — початку ХХ століть.
Після більшовицької окупації училище було ліквідовано. Потім і до Другої світової війни у будівлі розміщувалася школа імені О. І. Войкова та працювали гуртки палацу піонерів. Після Другої світової війни будинок було передано під гуртожиток обласного ремонтно-будівельного тресту, потім розміщувався Будинок культури будівельників (у центральній частині) та ряд організацій. Потім служило офісним будинком для різних установ, зараз у будівлі розміщується приватна школа.